# Neopanorpa cantonensis
Neopanorpa cantonensis är en näbbsländeart som beskrevs av Cheng 1957. Neopanorpa cantonensis ingår i släktet Neopanorpa och familjen skorpionsländor. Inga underarter finns listade i Catalogue of Life.